# NSB 69 sorozat
Az NSB 69 sorozat egy norvég 15 kV, 16,7 Hz váltakozó áramú, két- vagy háromrészes villamosmotorvonat-sorozat. Az NSB üzemelteti. Összesen 85 egység készült belőle, hat különböző szériában a Strømmen gyárában. A motorvonatok a Drammen vonalon, a Gjøvik vonalon, a Østfold vonalon, a Hoved vonalon, a Voss vonalon közlekednek.